# William Press
William J. Press va ser un lluitador estatunidenc que va competir a principis del segle xx.
El 1908 va disputar els Jocs Olímpics de Londres, on guanyà la medalla de plata de la categoria del pes gall de lluita lliure, després de perdre en la final contra George Mehnert.